# Breakaway (Kris Kristofferson-album)
A Breakaway a második Kris Kristofferson és Rita Coolidge duett album, amelyet 1974-ben adott ki a Monument Records.

## Háttérinformáció
A Full Moon album hatalmas sikere után Kris és Rita úgy döntött, hogy kiad még egy közös lemezt. Sajnos ez az album nem tudta beváltani a hozzá fűzött reményeket. Közel sem lett olyan népszerű mint a Full Moon. Ez részben annak is volt köszönhető, hogy a Monument Records nem fektetett sok energiát az album népszerűsítésébe.
Ezek a közös albumok nagyban eltértek Kristofferson korábbi felvételitől. A dalokat Coolidge hangszínéhez igazították, így Krisnek a szokásosnál magasabban kellett énekelnie. Egyesek szerint sokkal szebben szólt a hangja ezeken a felvételeken mint a sajátjain. Az albumon szinte minden dal feldolgozás. Az I'd Rather Be Sorry eredetileg Ray Price előadásában volt hallható, az I've Got to Have You című dalt pedig Sammi Smith vitte sikerre 1972-ben.

## Dalok
1. Lover Please (Billy Swan) – 3:03
2. We Must Have Been Out of Our Minds (Melba Montgomery) – 2:33
3. Dakota (Larry Murray) – 3:06
4. What'cha Gonna Do? (Donnie Fritts/Jon Reid) – 2:48
5. The Things I Might Have Been (Robert B. Sherman/Richard M. Sherman) – 3:09
6. Slow Down (Kristofferson) – 3:06
7. Rain (Larry Gatlin) – 3:41
8. Sweet Susannah (Floyd Gib Gilbeau) – 3:19
9. I've Got to Have You (Kristofferson) – 3:31
10. I'd Rather Be Sorry (Kristofferson) – 3:11
11. Crippled Crow – (Donna Weiss) 3:14

## Munkatársak
- Kris Kristofferson – ének, gitár
- Rita Coolidge – ének
- Tommy Cogbill – basszusgitár
- Gene Chrisman – dob
- Buddy Spicher – hegedű
- Reggie Young – gitár
- John Christopher – gitár
- James Colvard – gitár
- Weldon Myrick – steel gitár
- Bobby Emmons – billentyűs hangszerek
- Charlie McCoy – szájharmonika
- Ron Eades – trombita
- Don Sheffield – trombita

## Díjak, elismerések
| Év   | Díj                                         | Dal          | Kategória |
| ---- | ------------------------------------------- | ------------ | --------- |
| 1975 | Grammy díj – Best Country Vocal Performance | Lover Please | Country   |